# Судова справа «Cassis de Dijon»

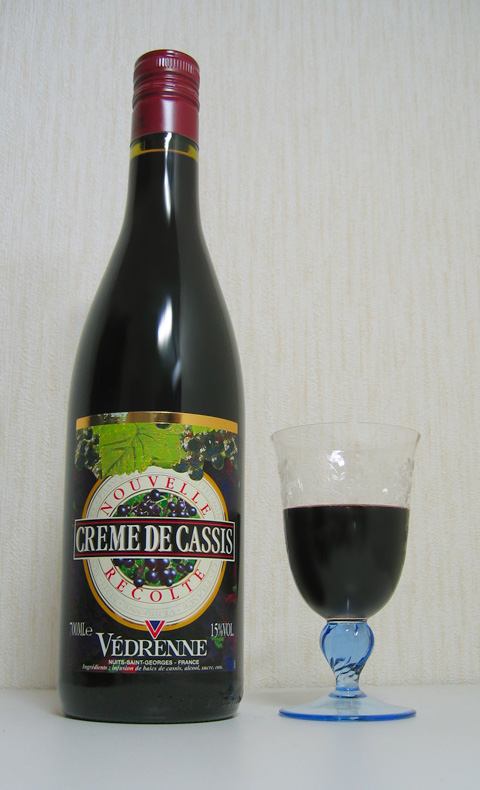
Пляшка лікеру Cassis de Dijon

Справа «Кассіс де Діжон», Справа «Cassis de Dijon» або Rewe-Zentral VS Bundesmonopolverwaltung für Branntwein — судова справа 1979 року німецької компанії з роздрібної торгівлі «Rewe-Zentral» проти Німецької федеральної монопольної служби з алкогольних напоїв щодо скасування заборони імпорту з Франції до ФРН фруктового лікеру crème de cassis під назвою «Cassis de Dijon». Судове рішення мало важливу роль у європейському праві і заклало правові основи, які продовжують впливати на вільну торгівлю між країнами-членами Європейських Спільнот. Дана справа стала застереженням від недобросовісної конкуренції на вільному ринку ЄС і запобіжником від протекціоністських заходів із захисту національного ринку від конкурентної продукції з інших країн-членів Спільноти.
Справа C-120/78 розглядалась Судом справедливості Європейських Спільнот, який 20 лютого 1979 року виніс рішення на користь компанії «Rewe-Zentral», визнавши заборону на імпорт лікуру до ФРН такого, що суперечить правилам ЄС. Дана судова справа стала важливим прецедентом для європейського законодавства у сфері роздрібної торгівлі, що вимагає, аби будь-які торгівельні обмеження між країнами-членами ЄС були недискримінаційними та пропорційними.
Суд постановив, що регулювання, яке застосовується як до імпортних, так і до вітчизняних товарів, яке спричиняє ефект, еквівалентний кількісному обмеженню імпорту, є незаконним обмеженням вільного руху товарів. Справа є основоположним судовим тлумаченням статті 34 Договору про функціонування Європейського Союзу (ДФЄС). У цьому ж рішенні Суд встановив так званий "принцип розумності", який дозволяє виправдовувати недискримінаційні економічні обмежувальні заходи на підставах, відмінних від перелічених у статті 36 ДФЄС.

## Факти
Велика німецька роздрібна компанія «Rewe-Zentral», хотіла імпортувати та продавати французький чорносмородиновий лікер crème de cassis «Cassis de Dijon». Він містив від 15% до 20% алкоголю за обсягом (ABV). Проте у ФРН був закон, згідно з яким продукти, які продаються як фруктові лікери, повинні мати вміст алкоголю понад 25%. Німецька федеральна монопольна служба з алкогольних напоїв, що входить до складу Федерального міністерства фінансів ФРН, повідомило «Rewe-Zentral», що компанія не зможе продавати «Cassis de Dijon» у Німеччині як лікер. «Rewe-Zentral» оскаржила це рішення до Суду справедливості ЄС як порушення європейського права, зокрема статті 30 Римського договору (TEC).
Заявник стверджував, що німецькі правила являють собою заходи, які мають еквівалентну дію кількісним обмеженням, але уряд Німеччини посилався на здоров’я людини та захист споживачів на захист свого законодавства. Правило в цьому випадку не було прямо дискримінаційним, оскільки однаково поширювалося як на національні, так і на іноземні товари. Отже, питання полягало в тому, чи формула Дассонвіля буде застосована до обмежень, які (як це було у даному судовому спорі) нечітко застосовні.

## Судове рішення
Європейський суд постановив, що законодавство ФРН має ефект, еквівалентний кількісному обмеженню імпорту, і таким чином порушує статтю 34 Договору про функціонування Європейського Союзу:
8. За відсутності загальних правил, що стосуються виробництва та маркетингу алкоголю – пропозиція регламенту, подана до Ради ЄС Європейською комісією 7 грудня 1976 року, ще не отримавши схвалення Ради – країни-члени повинні регулювати всі питання, пов’язані з виробництвом і продажем алкоголю та алкогольних напоїв на своїй території.
Перешкоди для пересування у межах Співтовариства, що є наслідком розбіжностей між національними законами, що стосуються маркетингу розглянутих продуктів, повинні бути прийняті, оскільки ці положення можуть бути визнані необхідними для задоволення обов’язкових вимог, що стосуються, зокрема, ефективності фіскальний нагляд, захист громадського здоров'я, справедливість комерційних операцій і захист споживача.
9. Уряд Федеративної республіки Німеччина, втручаючись у провадження, висунув різні аргументи, які, на його думку, виправдовують застосування положень, що стосуються мінімального вмісту алкоголю в алкогольних напоях, додаючи міркування, що стосуються, з одного боку, захист здоров'я населення, а з іншого - захист споживача від недобросовісної комерційної практики.
10. Стосовно захисту громадського здоров’я уряд ФРН заявляє, що метою встановлення мінімального вмісту алкоголю національним законодавством є запобігання поширенню алкогольних напоїв на національному ринку, зокрема алкогольних напоїв із низьким вмістом алкоголю, оскільки, на її думку, такі продукти можуть легше викликати звикання до алкоголю, ніж напої з більшим вмістом алкоголю.
11. Такі міркування не є вирішальними, оскільки споживач може отримати на ринку надзвичайно широкий асортимент слабо або помірно алкогольних напоїв і, крім того, велика частка алкогольних напоїв з високим вмістом алкоголю, які вільно продаються на німецькому ринку, як правило, споживається в розбавленому вигляді.
12. Уряд ФРН також стверджує, що встановлення нижньої межі вмісту алкоголю в певних лікерах покликане захистити споживача від недобросовісних дій з боку виробників і дистриб’юторів алкогольних напоїв.
Цей аргумент ґрунтується на міркуванні про те, що зниження вмісту алкоголю забезпечує конкурентну перевагу по відношенню до напоїв із вищим вмістом алкоголю, оскільки алкоголь є безперечно найдорожчим компонентом напоїв через високу ставку податку, до якої він підпадає.
Крім того, на думку уряду ФРН, дозвіл на вільний обіг алкогольної продукції, якщо вона відповідає нормам, встановленим у країні виробництва, щодо вмісту алкоголю, призвело б до встановлення найнижчого стандарту в суспільстві. вміст алкоголю, дозволеного у будь-якій державі ЄЕС, і навіть про скасування будь-яких вимог у цій сфері, оскільки нижня межа такого характеру є чужою для правил кількох країн-членів.
13. Як слушно зауважила Європейська комісія, встановлення лімітів щодо вмісту алкоголю в напоях може призвести до стандартизації продуктів, розміщених на ринку, та їх найменувань в інтересах більшої прозорості комерційних операцій і пропозицій для продажу громадськості.
Однак цю аргументацію не можна розглядати так далеко, щоб розглядати обов’язкове встановлення мінімального вмісту алкоголю як суттєву гарантію чесності комерційних угод, оскільки забезпечити передачу відповідної інформації покупцеві досить просто. вимагати відображення зазначення походження та вмісту алкоголю на упаковці продуктів.
14. З вищевикладеного зрозуміло, що вимоги щодо мінімального вмісту алкоголю в алкогольних напоях не служать меті, яка є в загальних інтересах і має перевагу над вимогами вільного переміщення товарів, що є однією з основних правил Співтовариства.
На практиці основним ефектом вимог такого характеру є просування алкогольних напоїв із високим вмістом алкоголю шляхом виключення з національного ринку продуктів інших країн-членів, які не відповідають цим вимогам.
Таким чином, видається, що одностороння вимога, встановлена правилами країни-члена ЄЕС щодо мінімального вмісту алкоголю для цілей продажу алкогольних напоїв, становить перешкоду для торгівлі, яка є несумісною з положеннями статті 30 Договору.
Таким чином, немає вагомих причин чому, за умови, що вони були законно вироблені та продані в одній із країн-членів, алкогольні напої не повинні ввозитися в будь-яку іншу державу ЄЕС. Продаж таких продуктів не може бути предметом законодавчої заборони на маркетинг напоїв із вмістом алкоголю, нижчим за ліміт, встановлений національними правилами.
15. Отже, на перше запитання слід відповісти, що концепція «заходів, що мають ефект, еквівалентний кількісним обмеженням імпорту», що міститься у статті 30 Договору, має розумітися як таке, що встановлення мінімального вмісту алкоголю щодо алкогольних напоїв, призначених для споживання людиною, відповідно до законодавства державикраїни-члена також підпадає під заборону, викладену в цьому положенні, якщо йдеться про імпорт алкогольних напоїв, які законно виробляються та продаються в іншій державі ЄЕС.

## Принцип взаємного визнання
Справа «Cassis de Dijon» мала вплив на формування принципу взаємного визнання товарів на внутрішньому ринку Європейського Союзу, який став критично важливим елементом європейського права. По суті, взаємне визнання проголошує, що продукти чи послуги, які є законними та відповідають нормам в одній країні-члені ЄС, є прийнятними в будь-якій іншій, якщо не застосовуються особливі винятки. Одночасне взаємне визнання підкреслюють важливість гармонійного торговельного середовища, усуваючи довільні торговельні бар’єри та створюючи можливості для зростання та розширення. Регулюючи міждержавну торгівлю, ці механізми сприяють загальному економічному процвітанню країн-членів ЄС. Протягом багатьох років цей принцип надалі утверджувався у європейському законодавстві під впливом справи «Cassis de Dijon», виступаючи прецедентом для майбутніх нормативних актів і зробив значний внесок у поглиблення ідеї внутрішнього ринку ЄС.
Хоча державикраїни-члени ЄС можуть у тому, що стосується вітчизняних продуктів, і за відсутності відповідних положень Співтовариства, регулювати умови, на яких відбувається збут таких товарів, зовсім інша ситуація складається у разі імпорту продуктів з інших країни-члена ЄС. Будь-який продукт, імпортований з іншої країни-члена, має в принципі бути допущений на територію держави-члена, яка його імпортує, якщо він був законно вироблений, тобто відповідає правилам та нормам виробництва, які традиційно визнаються у країні-експортері, і продається на території останньої.
Цей принцип передбачає, що країни-члени ЄС при утвердженні комерційних і технічних правил, які можуть вплинути на вільне переміщення товарів, не мають права захищати винятково національні інтереси і враховувати лише вимоги, що стосуються вітчизняних продуктів. Для належного функціонування спільного ринку потрібно, щоб кожна країна-член ЄС також враховувала законні вимоги інших країн-членів Спільноти.
Виключення з цього принципу визнаються Судом лише у дуже обмежених випадках. Бар’єри на шляху торгівлі в результаті відмінностей комерційних та технічних правил можливі лише:
- якщо правила є потрібними, тобто належними і не надмірними, щоб відповідати імперативним вимогам (здоров’я суспільства, захист споживачів або довкілля, чесність комерційних операцій тощо);
- якщо правила відповідають меті загальних інтересів суспільства, яка досить важлива, щоб виправдати винятки з основоположного правила Співтовариства, такого, як вільне переміщення товарів;
- якщо правила істотно важливі для досягнення такої мети, тобто є засобами, найбільш відповідними для цього і у той же час найменше перешкоджають торгівлі.[6]

## Висновки Європейської комісії
У повідомленні Європейської комісії від 6 листопада 1978 р. «Про захист вільної торгівлі в межах Співтовариства» було наголошено, що кількість обмежувальних заходів,  яка все збільшується, має негативний вплив на вільне переміщення товарів.
Рішення, винесене Судом 20 лютого 1979 р. у справі № 120/78 (справа «Cassis de Dijon») і підтверджене у рішенні від 20 червня 1980 р. у справі № 788/79, визначило основні напрями інтерпретації і дозволило Європейській комісії суворіше контролювати застосування правил Договору щодо вільного переміщення товарів, особоливо статей 30–36 Договору ЄС.
Суд ЄС дає дуже широке визначення перешкод вільній торгівлі, які заборонені положеннями ст. 30 і наступних статей Договору ЄЕС. Вважається, що  вони включають «будь-які національні заходи, здатні безпосередньо або опосередковано, фактично або потенційно перешкодити торгівлі в рамках Співтовариства». У своєму рішенні від 20 лютого Суд ЄС вказує межі цього визначення у застосуванні щодо технічних і комерційних правил. Будь-який продукт, який законно
вироблений і продається в одній із держав-членів, має в принципі бути допущений на ринок будь-якої іншої держави-члена. Технічні і комерційні правила, навіть ті, які однаково застосовуються до вітчизняних та імпортних продуктів, можуть створювати бар’єри для торгівлі лише в тому випадку, якщо ці правила потрібні для задоволення імперативних вимог і служать меті загальних інтересів суспільства, для якої вони є важливою гарантією. Ця мета має переважати над вимогами вільного переміщення товарів, що становить одне з основоположних правил Співтовариства.
Рішення Суду справедливості ЄС у даній справі спонукало Європейську комісію до розроблення низки нормативних вказівок та роз'яснень. Принципи, визначені Судом, передбачають, що країна-член ЄС загалом не може заборонити продаж на своїй території товарів, який законно вироблений і продається в іншій країні-члені ЄС, навіть якщо цей товар вироблений відповідно до технічних вимог або стандартів якості, що відрізняються від встановлених для вітчизняних товарів такої держави. Якщо продукт «належно і достатньо» відповідає законній меті власних правил країни-члена (безпека для суспільства, захист споживачів або довкілля тощо), країна-імпортер не може виправдати заборону його продажу на своїй території на тій підставі, що те, як саме досягається ця мета, відрізняється від того, що встановлено для національних товарів.
У такому разі абсолютна заборона на продаж не може вважатися «потрібною» для задоволення «імперативної вимоги», оскільки вона не буде «істотною гарантією» у розумінні, визначеному в рішенні Суду. Тому Комісії належить розглянути весь спектр комерційних правил, які встановлюють, що продукти, які вироблені та продаються в одній із держав-членів, повинні відповідати технічним вимогам або стандартам якості, щоб бути допущеними на ринок іншої держави-члена, і особливо у всіх випадках, коли торговельні бар’єри, створені внаслідок таких правил, недопустимі відповідно до дуже жорстких критеріїв, встановлених Судом.
Комісія посилається, зокрема, на правила, що стосуються складу, позначення, представлення й упаковки продуктів, а також правила, що вимагають дотримання певних технічних стандартів. Робота Комісії зі зближення законодавчих положень надалі має бути спрямована переважно на національні закони, що мають вплив на функціонування спільного ринку, де торговельні бар’єри, які мають бути усунені, виникають унаслідок національних правил, допустимих
відповідно до критеріїв, встановлених Судом.
Для того, щоб згодом уникнути труднощів, Комісія інформуватиме державичлени про потенційні заперечення відповідно до умов законодавства Співтовариства щодо положень, прийняття яких, як про це стало відомо Комісії, вони
можуть планувати.
Комісія впевнена у тому, що такий захід забезпечить більшу свободу торгівлі для товаровиробників у межах Співтовариства, зміцнюючи тим самим промислову базу Співтовариства, і водночас виправдає сподівання споживачі.